# BTR-4
Der BTR-4 „Bukephalos“ (ukrainisch БТР-4 „Буцефал“; бронетранспортер-4 / Transkription bronetransporter-4, dt.: gepanzerter Transporter) ist ein achträdriger (8×8), allradgetriebener, amphibischer Schützenpanzer aus ukrainischer Produktion. Entwickelt wurde der BTR-4 vom ukrainischen Rüstungsbetrieb ChKMB, ohne dass eine staatliche Ausschreibung stattfand.

## Beschreibung
Das Erscheinungsbild des BTR-4 unterscheidet sich stark von älteren sowjetischen Modellen, wie dem BTR-60 oder dem BTR-70/80 und erinnert an westliche Transportradpanzer, wie den deutschen Fuchs.
Hierbei sitzen der Fahrer und der Kommandant vorne, der Motor und das Getriebe befinden sich in der Mitte und der Transportraum für mitfahrende Soldaten im hinteren Teil des Fahrzeugs. Die Insassen können den BTR-4 sowohl über Dachluken als auch über Türen am Heck verlassen. Der Fahrer und der Kommandant verlassen den Radpanzer durch die beiden Türen links und rechts am Fahrzeug. Der BTR-4 ist mit einem Deutz-BF6M-1015-CP-Dieselmotor ausgestattet, der 448 PS leistet. Dadurch erreicht der BTR-4 eine Geschwindigkeit von 110 km/h.
Das Fahrzeug kann mit verschiedenen Gefechtstürmen ausgerüstet werden.
Der BTR-4 wurde vom Rüstungshersteller  KMDB aus Eigeninitiative konstruiert. Der Prototyp wurde erstmals im Juni 2006 auf der Ausstellung „Awiaswit XXI“ in der Ukraine vorgestellt.

## Bewaffnung
Grom-Modul
- 1 × 30-mm-Maschinenkanone (360 Patronen)
- 1 × 30-mm-Granatwerfer (150 Granatpatronen)
- 1 × 7,62-mm-Maschinengewehr (1.200 Patronen)
- 9K113 Konkurs- oder Barijer- Panzerabwehrraketen (4 Lenkflugkörper)

Schkwal-Modul
- 1 × 30-mm-Maschinenkanone (360 Patronen)
- 1 × 30-mm-Granatwerfer (150 Granatpatronen)
- 1 × 7,62-mm-Maschinengewehr (2.000 Patronen)
- 9K113 Konkurs- oder Barijer-Panzerabwehrraketen (2 Lenkflugkörper)

BAU 23×2-Modul
- 2 × 23-mm-Maschinenkanone (400 Patronen)
- 1 × 7,62-mm-Maschinengewehr (2.000 Patronen)

## Varianten
- BRM-4K: Aufklärungspanzer

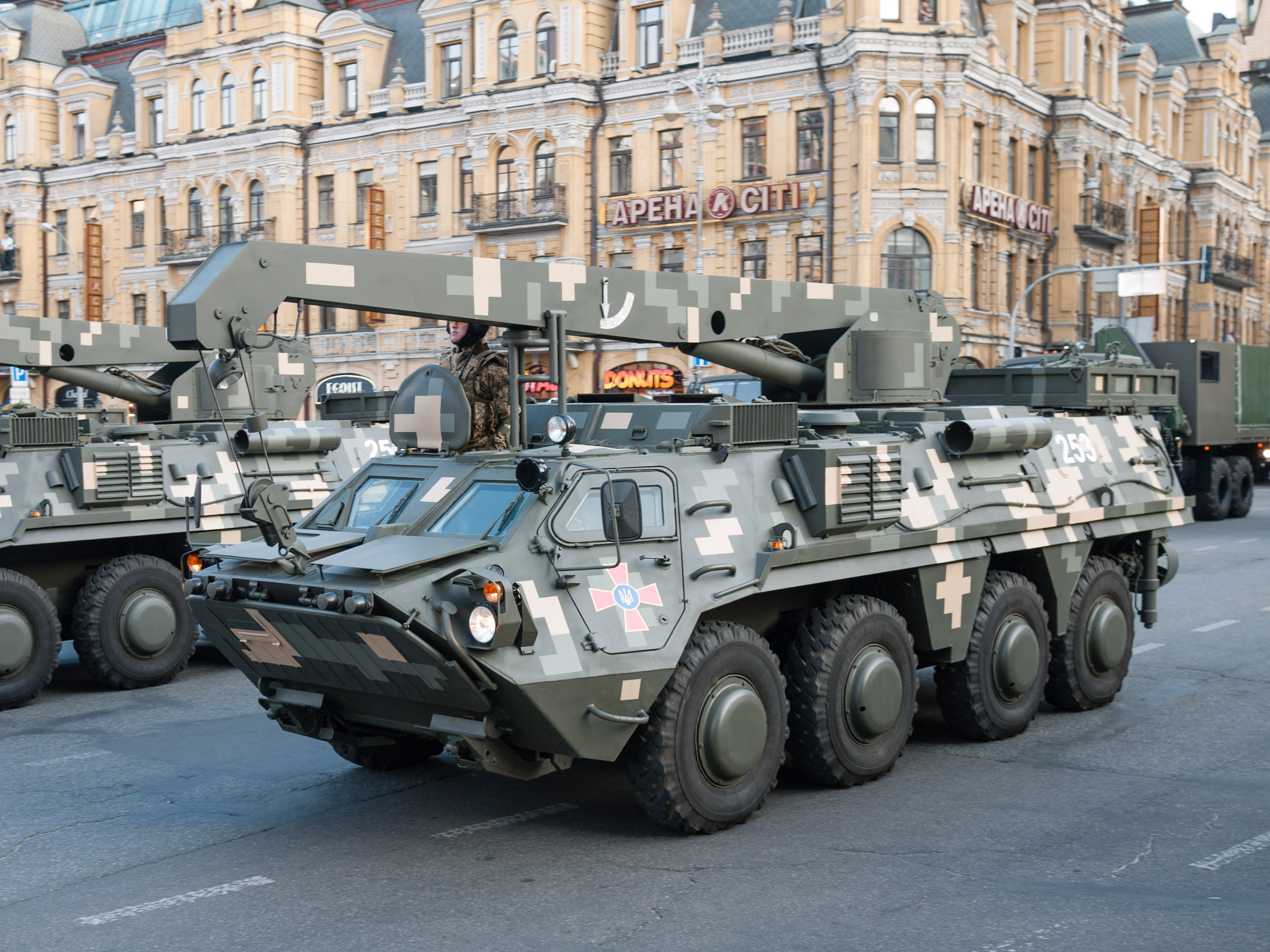
BREM-4K

- MOP-4K: Feuerunterstützungsfahrzeug, bewaffnet mit 120-mm-Kanone und 12,7-mm-Maschinengewehr
- BRM-4E: Transportpanzer[2]
- BRM-4MW1: Transportpanzer[2]
- BTR-4K/BTR-4KSch: Führungsfahrzeug
- BREM-4K: Bergefahrzeug
- BSEM-4K: Sanitätspanzer und Abschleppfahrzeug

## Kampfeinsätze
Der BTR-4 wird von der Ukraine im Russisch-Ukrainischen Krieg eingesetzt. Laut dem Oryx-Blog gingen mit Stand März 2025 mindestens 120 Fahrzeuge verloren.

## Nutzerstaaten

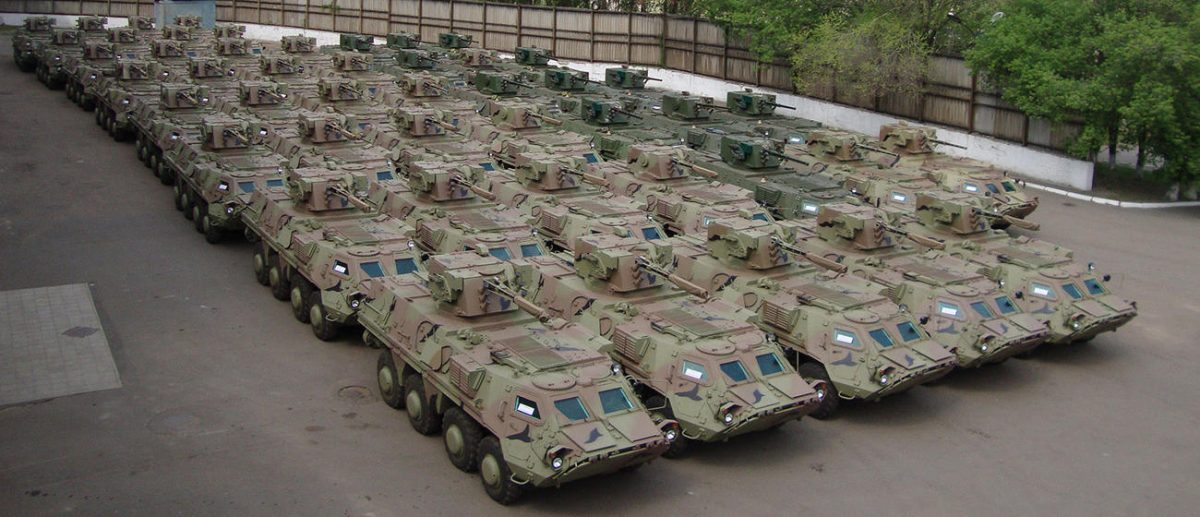
BTR-4 der irakischen Streitkräfte

- Indonesien – Ab Mai 2017 befinden sich 5 BTR-4M im Dienst.[4]
- Irak – Ab März 2011 erhielt das Land 26 BTR-4. Am 12. September 2012 weitere 62 BTR-4. Am 7. Februar 2013 noch weitere 40 BTR-4.[5]
- Nigeria – Ab Januar 2015 befinden sich 10 BTR-4EN im Dienst.
- Ukraine – Es befinden sich Stand 2020 mindestens 62 BTR-4 im Dienst der Nationalgarde der Ukraine und Stand April 2021 mindestens 76 BTR-4 im Dienst der Ukrainischen Streitkräfte.[6][7]
- Vereinigte Staaten – Ab Januar 2015 1 BTR-4E im Bestand.